# Theodor Diederich von Levetzow

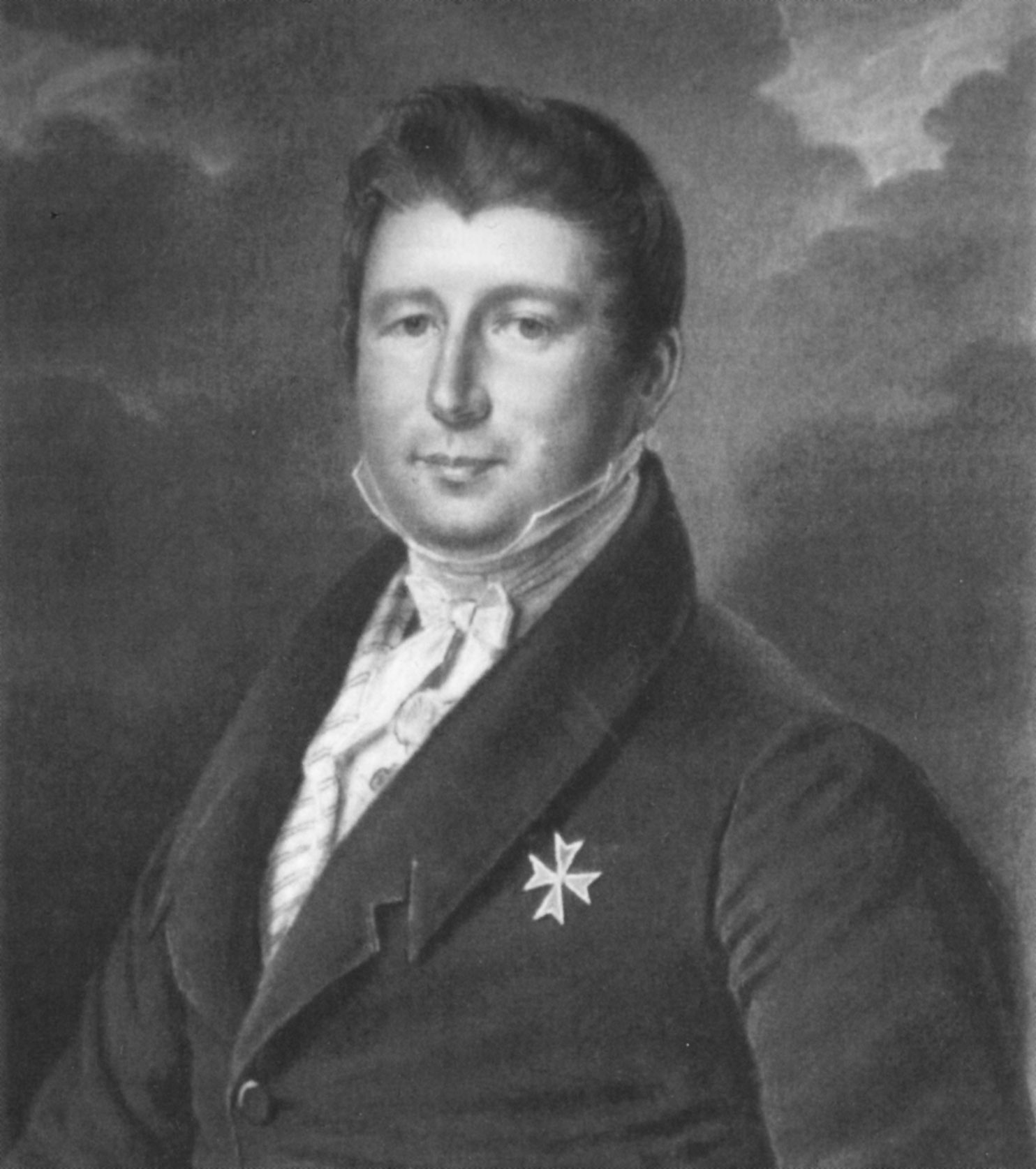
Theodor Diederich von Levetzow. Porträt von Carl Canow, nach 1860

Theodor Diederich von Levetzow, eigentlich Theodosius Diederich von Levetzow, auch Theodor Dietrich von Levetzow (* 23. Dezember 1801 in Karnitz, heute Ortsteil von Neukalen; † 9. April 1869 in Wiesbaden) war ein deutscher Verwaltungsjurist. Von 1840 bis 1848 und von 1857 bis 1867 war er Staatsminister in Mecklenburg-Schwerin.

## Leben
Theodor Diederich von Levetzow stammte aus dem mecklenburgischen Uradelsgeschlecht von Levetzow. Er war ein Sohn des Landrats Joachim Dietrich von Levetzow (1747–1810) auf Karnitz (Neukalen) und dessen Frau Christi(a)ne Elisabeth Caroline, geb. von Oertzen (1769–1844; #634), einer Tochter von Georg Ludewig von Oertzen (1716–1768; #620) auf Kittendorf aus dessen 3. Ehe.
Nach dem Tod des Vaters wurde er von seiner Mutter auf das Pädagogium Halle geschickt. Ab 1820 studierte von Levetzow Rechtswissenschaften an der Universität Göttingen; 1822 wurde er hier Mitglied im Corps Vandalia.  Nach seinem Studium engagierte sich von Levetzow zunächst in der ritterschaftlichen Selbstverwaltung. Er wirkte (1829)-1835 als Deputierter des ritterschaftlichen Wendischen Kreises, 1836–1837 als ständischer Landrat des Herzogtums Mecklenburg-Güstrow im Engeren Ausschuss. 1837 berief ihn Großherzog Paul Friedrich zum Präsidenten des Kammer- und Forstkollegiums mit dem Titel Wirklicher Geheimrat. Damit wurde er Leiter der für den Staatshaushalt von Mecklenburg-Schwerin überaus wichtigen Domanialverwaltung. Als 1840 Ludwig von Lützow Geheimeratspräsident (Ministerpräsident) wurde, stieg von Levetzow zum Zweiten Minister auf.
Levetzow hielt streng an dem bewährten Alten fest und war im Gegensatz zu von Lützow ein prinzipieller Gegner jeder Reform, der Annäherung an das Königreich Preußen und selbst der Eisenbahn. Am 24. Oktober 1848 trat er aus Protest gegen die neue Verfassung für Mecklenburg-Schwerin zurück. Der Freienwalder Schiedsspruch stellte jedoch bald die alte, ständische Verfassung wieder her, und zum 1. Juli 1857 kehrte von Levetzow als Staatsminister der Finanzen zurück in die Regierung. Mit der Bildung des von ihm abgelehnten Norddeutschen Bundes wurde er zum 1. Juli 1867 entlassen, war aber auch noch danach großherzoglicher Kommissar für den ständischen Landtag.
Levetzow besaß die Güter Lelkendorf und Karnitz (mit Ludwigsdorf und Sarmstorf). 1861 erbte er Groß Markow von seinem Cousin Alexander von Levetzow. 1868 kaufte er noch Passentin von seinem Neffen Theodor Karl August Ernst von Blücher.
Er starb bei einer Kur in Wiesbaden an einem Schlaganfall. Seine Leiche wurde nach Mecklenburg überführt und in der Levetzowschen Grabkapelle der Dorfkirche Schorrentin beigesetzt.
Levetzow war verheiratet mit Charlotte, geb. von Oertzen. Das Paar hatte keine leiblichen Erben. Karnitz (mit Ludwigsdorf und Sarmstorf) erbte H. von Levetzow, Passentin der Oberstleutnant a. D. H. von Blücher auf Teschow bei Teterow, der es jedoch gleich an Eugen Seip verkaufte. Groß Markow fiel Theodor/Theodosius (Vollrath Ferdinand) von Levetzow (1811–1899) zu.

## Auszeichnungen
- Hausorden der Wendischen Krone, Großkreuz mit der Krone in Gold (14. November 1864)[9]
- Oldenburgischer Haus- und Verdienstorden des Herzogs Peter Friedrich Ludwig, 2. Klasse
- Guelphenorden, Großkreuz (1842)
- Johanniterorden, Ehrenritter (1860)[10]
- Herzoglich Sachsen-Ernestinischer Hausorden, Großkreuz (1863)[11]